# Němčický potok (přítok Labe)
Němčický potok (německy Tannbuschbach), někdy též Němečský potok, je potok v okrese Ústí nad Labem v Ústeckém kraji v České republice. Pramení asi kilometr severozápadně od vesnice Čeřeniště v Českém středohoří a v Sebuzíně se z pravé strany vlévá do řeky Labe. Na svém zhruba 2,2 kilometru dlouhém toku překonává nadmořskou výšku 335 metrů. Jeho správcem je státní podnik Lesy České republiky.
Potok je překlenován silnicí II/261, železniční tratí 072 a několik metrů před ústím do Labe také brodem na cyklostezce Labská stezka. Kříží jej též žlutá turistická značka ze Sebuzína do Brné.